# Francourville
Francourville ist eine französische Gemeinde mit 930 Einwohnern (Stand: 1. Januar 2022) im Département Eure-et-Loir in der Region Centre-Val de Loire (bis 2015 Centre). Die Gemeinde gehört zum Arrondissement Chartres und zum 2012 gegründeten Gemeindeverband Chartres Métropole.
Zur Gemeinde gehören die Ortschaften Auzainville, Boinville-au-Chemin, Encherville, Senneville.

## Geografie
Francourville liegt im Norden der Landschaft Beauce, 14 Kilometer ostsüdöstlich von Chartres und etwa 65 Kilometer südöstlich von Paris. Umgeben wird Francourville von den Nachbargemeinden Houville-la-Branche im Norden, Béville-le-Comte im Nordosten, Voise im Osten, Moinville-la-Jeulin im Südosten, Prunay-le-Gillon im Süden sowie Sours im Westen und Nordwesten.

## Bevölkerungsentwicklung
| Jahr                       | 1962 | 1968 | 1975 | 1982 | 1990 | 1999 | 2006 | 2018 |
| Einwohner                  | 543  | 508  | 475  | 550  | 805  | 797  | 805  | 833  |
| Quellen: Cassini und INSEE |      |      |      |      |      |      |      |      |

## Sehenswürdigkeiten

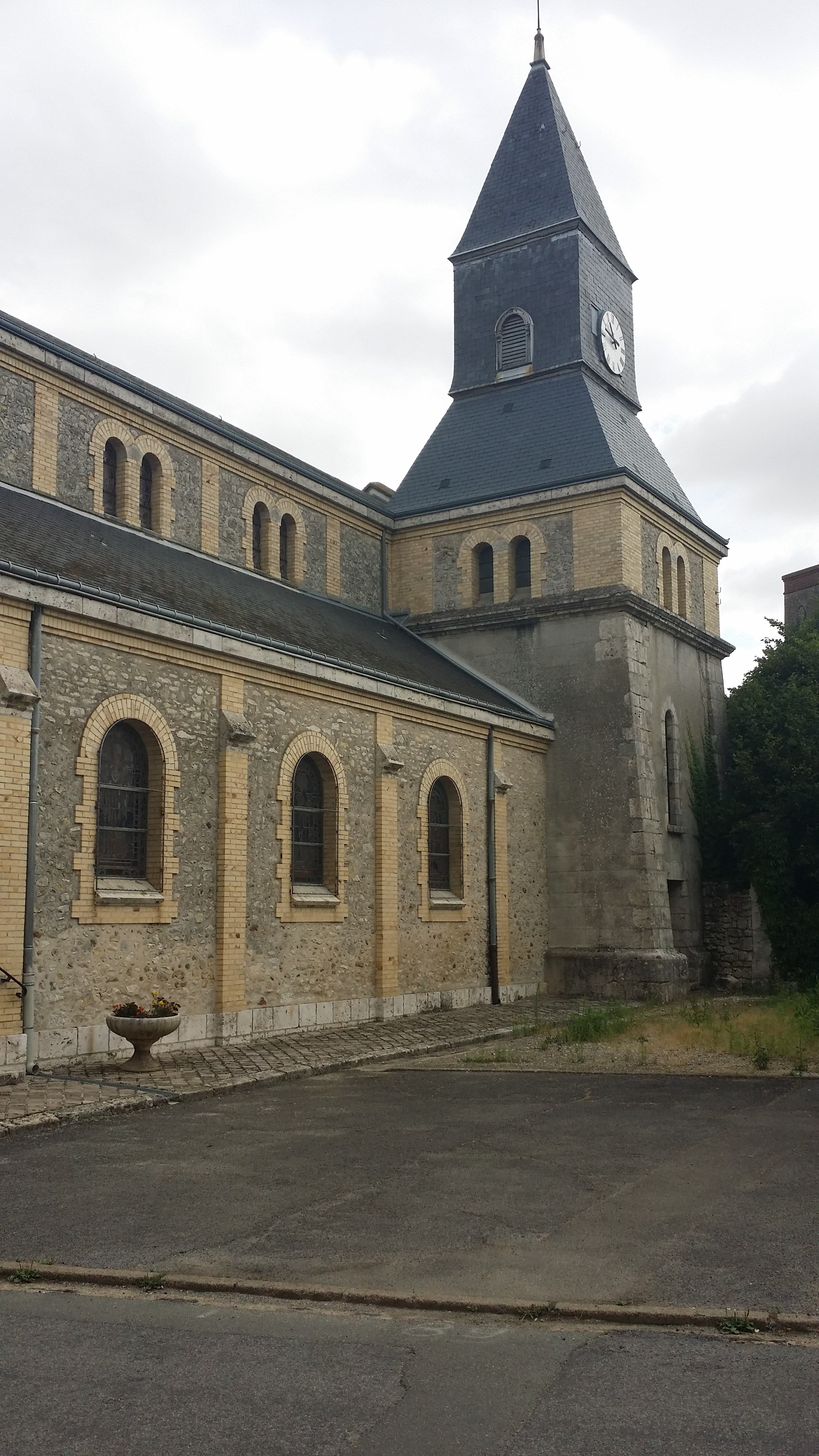
Kirche Saint-Étienne

- Kirche Saint-Étienne